# Cesare Salvarezza
Cesare Salvarezza (Savona, 10 aprile 1849 – Noli, 12 novembre 1915) è stato un politico italiano, senatore del Regno d'Italia, direttore generale degli Archivi di Stato e commissario del comune di Roma.

## Biografia
Spostato, padre di due figli, il 19 settembre del 1899 fu nominato Direttore generale dell'Amministrazione civile del Ministero dell'interno, e il 30 agosto del 1900 Consigliere di Stato.
Commissario per la disciolta amministrazione comunale di Torino nel 1905, e quindi Commissario per la disciolta amministrazione comunale di Roma dal 6 agosto del 1907 al 25 novembre del 1907. Fu quindi eletto consigliere comunale di Roma due volte; dal novembre del 1907 al dicembre del 1913, secondo degli eletti e Assessore nella Giunta comunale, e dal luglio del 1914 al novembre del 1915.
Il 3 giugno del 1908 fu nominato Senatore del Regno per la XXII legislatura.